# Tropez de Pise
Pour les articles homonymes, voir Tropez.
Saint Tropez de Pise (ou chevalier Torpès, ou Torpez, ou Caïus Silvius Torpetius) (disparu le 29 avril 68) est l'un des premiers martyrs chrétiens italiens du Ier siècle, saint protecteur des marins et saint patron de Saint-Tropez. 

## Biographie
Selon la légende, Caïus Torpetius naît à Pise en Toscane dans une famille patricienne. Il devient officier de l’empereur romain Néron (37-68), chef de sa garde personnelle, et intendant de son palais.
À l’occasion de la cérémonie d'inauguration du temple romain de Diane de Pise, le chevalier Torpès (converti au christianisme par l'apôtre saint Paul dont il avait assuré la garde durant sa captivité à Rome) professe sa nouvelle foi en un seul dieu (christianisme) devant Néron qui attribue la création du monde à la déesse Diane (mythologie romaine). 
L’empereur lui ordonne de chanter un hymne à la gloire de Diane, mais Tropez refuse d'abjurer sa foi chrétienne. Néron furieux fait flageller le chevalier (selon la légende, la colonne à laquelle il est attaché se brise et tue son bourreau Satellicus), puis le livre aux fauves (un lion et un léopard qui se couchent à ses pieds), enfin le fait décapiter le 29 avril 68. Selon la tradition, l'ami de Tropez, Andronic, recueille sa tête qui est vénérée au XIIIe siècle en l'église de San Rossore, près de Pise. Néron fait mettre son corps décapité dans une barque avec un coq et un chien chargés de le dépecer (selon un châtiment réservé habituellement aux parricides dont ces deux animaux sont les symboles). Le frêle esquif est livré au fleuve Arno sous le vent d'est puis aux caprices de la mer. La barque vient s'échouer le 17 mai 68 sur les plages d'« Héracléa » qui sera rebaptisée plus tard Saint-Tropez.
Selon la légende que la fantaisie populaire a plus ou moins façonnée, une matrone romaine du nom de Cèlerine, avertie par un songe, recueille le corps arrivé intact sur la plage. Le coq s’envole avec un brin de lin vers Cogolin et donne son nom au village et le chien part vers Grimaud au fond du golfe de Saint-Tropez. De pieux Celto-Ligures cachent le corps jusqu'à la fin des persécutions religieuses puis transportent le martyr dans une église bâtie spécialement en son honneur.

## Culte et fête de saint Tropez

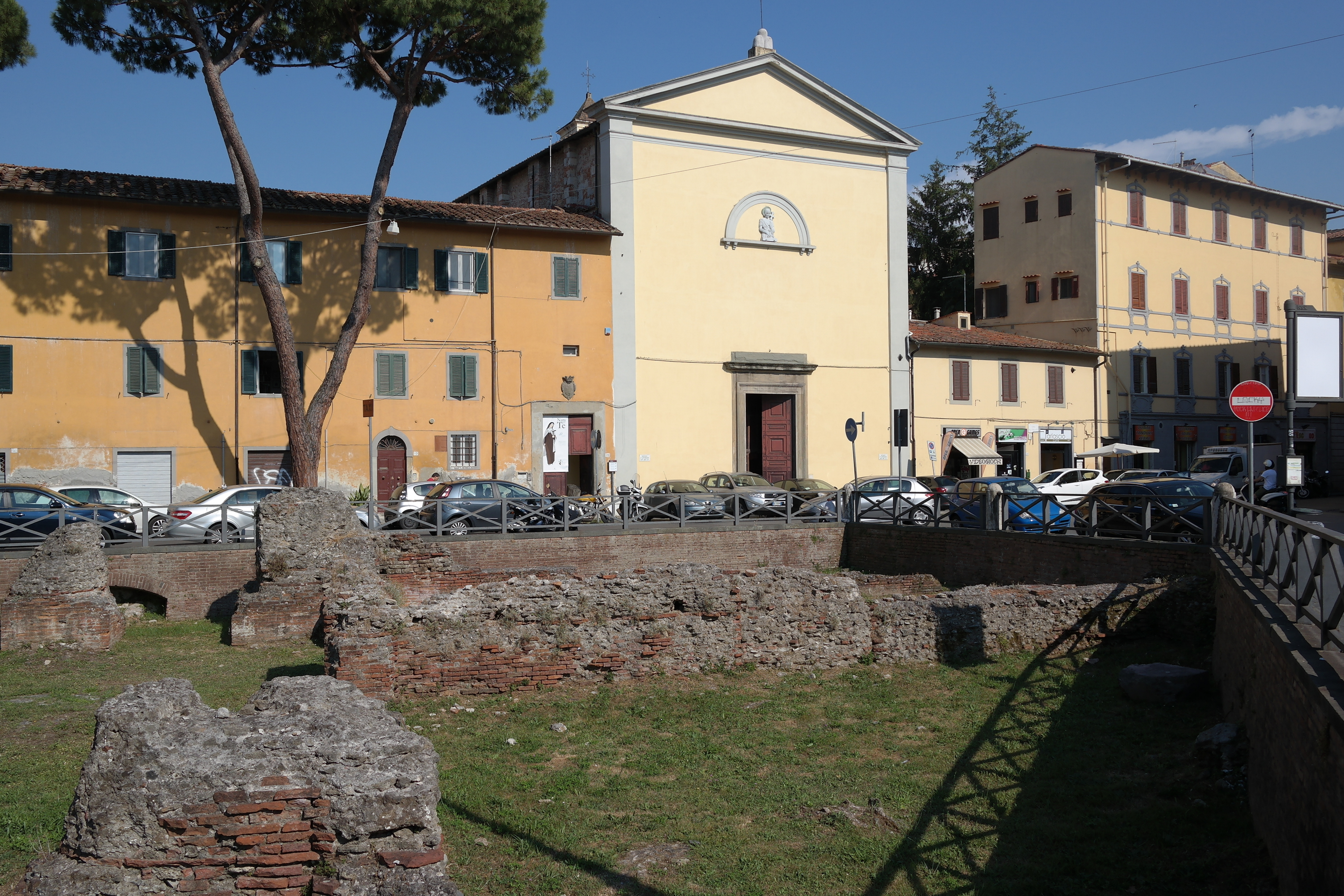
L'église San Torpé avec au premier plan les thermes de Néron, Pise.

Le culte de saint Tropez protecteur des marins s'est développé dans toute la région de Saint-Tropez. Gênes et Pise possèdent des églises qui lui sont consacrées. 
Saint-Tropez fête son saint patron par la bravade de Saint-Tropez, fête patronale annuelle traditionnelle qui se tient les 16, 17 et 18 mai avec pour devise de la ville : « Ad usque fidelis » (en latin) « Fidèle jusqu'au bout » (en français).
Le 29 avril, date de la mise à mort de saint Tropez, un pèlerinage annuel a lieu à Pise où sa tête est conservée et vénérée comme relique dans une église qui lui est dédiée.